# Reina Ueda
Reina Ueda (上田 麗奈, Ueda Reina), née le 17 janvier 1994 à Toyama dans la préfecture de Toyama, est une seiyū et une chanteuse japonaise. Elle est affilié à la société 81 Produce et a débuté sa carrière de doubleuse en 2012.
Elle est l'une des lauréates du prix de la meilleure nouvelle actrice lors de la 9e cérémonie des Seiyu Awards en 2015. Elle sort un mini-album en 2016 et son premier single solo en 2018.

## Biographie
Reina Ueda naît dans la préfecture de Toyama le 17 janvier 1994. Dès son plus jeune âge, elle s'intéresse au théâtre et rejoint le club de théâtre de son école. Alors qu'elle est membre du club de théâtre au collège, elle s'intéresse au métier de comédienne de doublageaprès avoir discuté avec un membre du club qui souhaitait exercer cette profession,. Au cours de sa troisième année de lycée, elle postule pour une audition trois jours seulement avant la date limite.
En 2011, Reina Ueda remporte le Second Class Grand Prix lors d'une audition organisée par l'agence 81 Produce et rejoint officiellement l'agence l'année suivante,,.
Son premier rôle est dans la série d'animation Inazuma Eleven: Chrono Stone Elle rejoint également l'équipe de doubleurs Anisoni∀ avec trois autres doubleurs de l'agence : Rie Takahashi, Chiyeri Hayashida et Kayoto Tsumita,. En 2013, elle prête sa voix aux 18 sœurs dans la série animée Tesagure! Bukatsu-mono,.
En 2014, Reina Ueda est choisie pour son premier rôle principal en interprétant Naru Sekiya, la protagoniste de la série Hanayamata, ; elle interprète également le thème d'ouverture avec les autres seiyu de de la série qui s'intitule "Hana wa Odoreya Iroha ni Ho" (花ハ踊レヤいろはにほ, Dancing in the Scent of Flowers) sous le nom de Team Hanayamata.
L'année suivante, elle est choisie pour doubler Meika Katai dans Mikagura School Suite, Mikan Akemi dans Actually, I Am... et Elena Arshavina dans Seiken Tsukai no World Break,, Elle est également l'une des trois récipiendaires du prix de la meilleure nouvelle actrice à la neuvième cérémonie des Seiyu Awards.
En 2016, Reina Ueda joue le rôle de Hane Sakura, la protagoniste de la série animée Bakuon!!et elle interprète aussi le thème de fin de l'émission qui s'intitule "Buon! Buon! Ride On!!" (ぶぉん! ぶぉん! らいど・おん!, Buon! Buon! Raido On!) avec les autres seiyus. Elle est également choisie pour doubler Lily Shirogane dans Aikatsu Stars!, Mira Yurisaki dans Dimension W, Sophie Noelle dans Kuromukuro et Mallow dans Pokémon: Sun and Moon,,,.
La même année, elle fait ses débuts en tant que chanteuse, en sortant son premier mini-album RefRain le 21 décembre.
En 2017, Reina Ueda joue les rôles d'Hiromi Maiharu dans Minami Kamakura High School Girls Cycling Club et de Shiori Shinomiya dans Sakura Quest,. Elle fait également une apparition à la convetion AnimeNEXT, qui à lieu dans le New Jersey, en avril.
En 2018, elle joue les rôles d'Arthur Pendragon dans Märchen Mädchen et d'Akane Shinjō dans SSSS.Gridman,.
Elle sort également son premier single solo Sleepland le 7 février. La chanson titre est utilisée comme thème de fin de Märchen Mädchen.
En 2019, elle est choisie pour incarner Miyako Hoshino dans Watashi ni tenshi ga maiorita! et Gray dans Lord El-Melloi II-sei no jiken-bo,.
En 2020, elle double Shuka Karino dans Darwin's Game. Elle sort également son deuxième single Literature (リテラチュア) le 21 octobre. La chanson titre sert de générique d'ouverture à la série animée Wandering Witch: The Journey of Elaina,.

## Filmographie

### Séries d'animation
2012
- Inazuma Eleven : Chrono Stone : Katra Paige[5],[32]
- Jormungand : Elena Baburin[6]

2013
- Cardfight !! Vanguard: Link Joker Hen : Iwase, Maki Nagashiro[32]
- Inazuma Eleven GO Galaxy : Katra Paige[32]
- Infinite Stratos 2 : Shizune Takatsuki[32]
- Tesagure! Bukatsu-mono : Mobuko Sonota et autres sœurs suivantes[9]
- Tamagotchi ! Miracle Friends : Claricetchi[6]

2014
- Cardfight !! Vanguard : Legion Mate-Hen : Alice Carey
- Cross Ange : Rondo of Angel and Dragon : Tanya Zabirova[32]
- Go-go Tamagotchi ! : Lamertchi, Suzune[6]
- Hanayamata : Naru Sekiya[10]
- One Week Friends : Ōta[32]
- Rail Wars ! : Tomomi Ōito[32]
- Terror in resonance : Haruka Shibazaki[32]
- Tesagure! Bukatsu-mono Encore : Mobuko Sonota[9]
- Tokyo Ghoul : Jiro, Taguchi, Misato Gori[32]
- Inō-Battle wa nichijō-kei no naka de : Naoe Hagiura[32]

2015
- Aikatsu! : Yayoi Hanawa[32]
- Anti-Magic Academy: The 35th Test Platoon : Ōka Ōtori[32]
- Blood Blockade Battlefront : Neyka[32]
- Hacka Doll the animation : Hacka Doll #4[32]
- Mikagura School Suite : Meika Katai[11]
- Actually, I am... : Mikan Akemi[12]
- PriPara : Ajimi Kiki[32]
- The Rolling Girls : Momo Fujiwara[6]
- Tesagure! Bukatsu-mono : spin-off Puru Purun Sharumu à Asobō : Mobuko Sonota[32]
- Tokyo Ghoul √A : Jiro, Misato Gori, Shizuku Kawakami[32]
- Seiken Tsukai no World Break : Elena Arshavina[13]

2016
- Aikatsu Stars ! : Lily Shirogane[17]
- Bakouon !! : Hane Sakura[15]
- Dimension W : Mira Yurisaki[18]
- Kuromukuro : Sophie Noëlle[19]
- Pocket Monsters : Sun &amp; Moon : Maō (Mauve)[20]
- PriPara : Ajimi Kiki & Jululu/Jewlie[32]
- ReLIFE : An Onoya[33]
- Scorching Ping Pong Girls : Kumami Tsukinowa[32]

2017
- ID-0 : Alice[34]
- Idol Incidents Sachie Kondō[35]
- Idol Time PriPara : Ajimi Kiki, Jululu/Jewlie et Mimiko Jigoku[32]
- L'Ère des cristaux : Hémimorphite[6]
- Little Witch Academia : Jasminka Antonenko, Marjolaine (ép. 13)[6]
- Minami Kamakura High School Girls Cycling Club : Hiromi Maiharu[22]
- Recovery of an MMO Junkie : Lily[6]
- Restaurant to another world : Adelheid[6]
- Sakura Quest : Shiori Shinomiya[23]
- Wake Up, Girls ! New chapter : Rika Takashina

2018
- Caligula : μ[32]
- Comic Girls : Suzu Fūra[6]
- Goblin Slayer : la sœur du Goblin Slayer[36]
- Ingress : The animation : Sarah[37]
- Kakuriyo : Bed and Breakfast for Spirits : Shizuna[38]
- Märchen Mädchen : Arthur Pendragon[25]
- My Hero Academia : Saiko Intelli (ép. 55)[39]
- Real Girl : Sumie Ayado[6]
- Record of Grancrest War : Aishela[6]
- SSSS.Gridman : Akane Shinjō[26],[40]

2019
- Bakugan : Battle Planet : Phèdre
- Chidori RSC : Misa Kuroi[41]
- Demon Slayer : Kimetsu no Yaiba : Kanao Tsuyuri
- Dr Stone : Ruri[6]
- Fruits Basket : Kisa Soma[42]
- Grimm Notes : The animation : Reina, Cendrillon[6]
- I'm from Japon : Komachi Yuze[43]
- Kakegurui xx : Rumia Uru
- Real Girl 2e saison : Sumie Ayado[6]
- Lord El-Melloi II-sei no jiken-bo : Gray[29]
- Wasteful Days of High School Girls : Kohaku Kujyo
- Watashi ni tenshi ga maiorita! : Miyako Hoshino[28]

2020
- Adachi to Shimamura : Taeko Nagafuji[44]
- Asteroid in love : Moe Suzuya
- Bakugan : Armored Alliance : Phaedrus
- Darwin's Game : Shuka Karino[45]
- Kaguya-sama : Love is War : Kyoko Ootomo[46]
- Listeners : Janis[47]
- The Millionaire Detective - Balance: Unlimited : Mahoro Saeki[48]
- Wandering Witch : Doll Shopkeeper[49]

2021
- Back Arrow : Annie[50]
- Backflip !! : Ayumi Futaba[51]
- Blue Reflection Ray : Mio Hirahara[52]
- Dr. Stone : Stone Wars : Ruri
- Hortensia Saga : Nonnoria Folley[53]
- How a Realist Hero Rebuilt the Kingdom : Juna Doma[54]
- Mushoku Tensei : Ariel Anemoi Asura
- Night Head 2041 : Yui Akiyama[55]
- Pokémon Evolutions : Tamao[56]
- Restaurant to Another World (saison 2) : Adelheid[57]
- Takt Op. Destiny : Hell[58]
- The Saint's Magic Power Is Omnipotent : Elizabeth Ashley[59]
- Les journaux du Slime : Quand je me suis réincarné en Slime : Apito
- The World's Finest Assassin Gets Reincarnated in Another World as an Aristocrat : Dia Viekone[60]
- Tsukimichi -Moonlit Fantasy- : La Déesse[61]

2022
- Aoashi : Anri Kaidō[62]
- Princess of the Bibliophile : Elianna Bernstein[63]
- Black Summoner : Melfina[64]
- Bleach : Thousand-Year Blood War : Meninas McAllon[65]
- Chainsaw Man : Reze[66]
- Legend of Mana : The Teardrop Crystal : Florina[67]
- Parallel World Pharmacy : Eléonore « Ellen » Bonnefoi[68]
- Raven of the Inner Palace : Unkajō[69]
- Smile of the Arsnotoria the Animation : Figuray[70]
- Spy × Family : Sonia[71]
- Tomodachi Game : Maria Mizuse[72]
- World's End Harem : Shion Hoshino[73]

2023
- A Playthrough of a Certain Dude's VRMMO Life : Fairy Queen[74]
- Chibi Godzilla Raids Again : la sœur aînée de Kobijin[75]
- Dark Gathering : L'esprit de la fille (ép. 17)[76]
- Malevolent Spirits : Yu[77]
- Mashle : Lemon Irvine[78]
- Mushoku Tensei 2 : Ariel Anemoi Asura[79]
- My Happy Marriage : Miyo Saimori[80]
- Overtake! : Alice Mitsuzawa[81]
- Ragna Crimson : Ultimatia[82]
- Rokudo's Bad Girls : Raino, Kazeno, Amano[83]
- Saint Cecilia and Pastor Lauwrence : Frederica[84]
- The Ancient Magus Bride (saison 2) : Veronica Rickenbacker[85]
- The Duke of Death and His Maid (saison 2) : Amelia[86]
- The Vexations of a Shut-In Vampire Princess : Melca Tiano[87]
- Too Cute Crisis : Komachi Kokage[88]

2024
- Blue Box : Chinatsu Kano[89]
- Chained Soldier : Sahara Wakasa[90]
- Gimai Seikatsu : Akiko Ayase[91]
- Frieren : Methode
- Dosanko Gyaru wa Namaramenkoi : Rena Natsukawa[92]
- Ishura : Yuno le Talon lointain[93]
- KonoSuba 3 : Pluie[94]
- Nageki no Bōrei wa Intai Shitai: Saijaku Hunter ni Yoru Saikyō Party Ikusei-jutsu : Sophia[95]
- Mashle : L'Arc de l'Examen du Candidat Visionnaire Divin : Lemon Irvine
- Isekai Shikkaku : Sacchan[96]
- Solo Levelling : Cha Hae-in[97]
- Suicide Squad Isekai : Fione[98]
- Goddesses Cafe Terrace (saison 2) : Moemi Sōya[99]
- The Dangers in my Heart (saison 2) : Yurine Hanzawa[100]
- Chiyu mahō no machigatta tsukaikata: Senjō o kakeru kaifuku yōin : Princesse Célia[101]
- Too Many Losing Heroines ! : Chihaya Asagumo[102]
- Sasayaku You ni Koi o Utau : Momoka Satomiya[103]
- Wonderful Precure ! : Mayu Nekoyashiki / Cure Lilian[104]
- Yakuza Fiancé : Raise wa Tanin ga Ii : Tsubaki Akashigata[105]
- Kimi wa Meido-sama : Yuki/Xue[106]

2025
- I'm the Evil Lord of an Intergalactic Empire! : Amagi[107]
- Mono : Haruno Akiyama[108]
- Nyaight of the Living Cat : Kaoru[109]
- Rascal Does Not Dream of Santa Claus : Mère Noël[110]
- Kijin Gentōshō : Suzune[111]
- Watashi o Tabetai, Hito de Nashi : Hinako Yaotose[112]
- Wind Breaker (Saison 2) : Shizuka Narita[113]

### Films d'animation
2014
- Harmonie : Juri Makina[114]

2015
- Wake Up, Girls ! Beyond the Bottom : Rika Takashina
- Little Witch Academia: The Enchanted Parade : Jasminka Antonenko[6]
- Harmonie : Miach Mihie[115]

2016
- PriPara Minna no Akogare Let's Go PriPari : Ajimi Kiki[32]

2018
- Godzilla : La ville à l'aube du combat : Maina[116]
- Godzilla : Le Dévoreur de Planètes : Maina

2021
- Sailor Moon Eternal : Le Film : CereCere/Sailor Ceres[117]
- Mobile Suit Gundam : Hathaway's Flash : Gigi Andalusia[118]

2022
- Backflip!! : Ayumi Futaba[119]
- One Piece Film : Red : Mini-Bepo[120]
- Watashi ni tenshi ga maiorita! : Precious friends : Miyako Hoshino[121]

2023
- Maboroshi : Mutsumi Sagami[122]
- Sailor Moon Cosmos : Le Film : Sailor Ceres[123]
- My Next Life as a Villainess: All Routes Lead to Doom! The Movie : Haati[124]

2024
- Trapezium : Ranko Katori[125]
- Code Geass : Rozé de la Recapture : Sakuya Sumeragi, Sakura Haruyanagininonomiya[126]
- Wonderful Pretty Cure! The Movie: A Grand Adventure in a Thrilling Game World! : Mayu Nekoyashiki / Cure Lillian[127]

2025
- Project Sekai ! Le film : Miku qui ne chante pas : Honami Mochizuki[128]
- Chainsaw Man – Le Film : L’Arc de Reze : Reze[129]
- Demon Slayer : Kimetsu no Yaiba – Le film : Infinity Castle : Kanao Tsuyuri[130]
- Mobile Suit Gundam : La Sorcellerie de la Nymphe Circé : Gigi Andalusia[131]

### ONA
- 2019 : Null &amp; Peta : Peta[132]
- 2020 : Japan Sinks 2020  : Ayumu Mutō[133]
- 2025 : Le péché originel de Takopi : Shizuka Kuze[134]

### Jeux vidéo
- 2013 : The Idolmaster Million Live! : Umi Kōsaka
- 2014 : Granblue Fantasy : Pengy[135]
- 2016 : The Caligula Effect : μ (Mu)
- 2016 : Girls' Frontline : Carcano M1891, Carcano M91/38[6]
- 2016 : Soulworker Online : Lee Nabi[136]
- 2017 : Little Witch Academia: Chamber of Time : Jasminka Antonenko
- 2017 : Azur Lane : Izumo,[6] Émile Bertin,[137] Gloucester, Akane Shinjō (apparition en 2021)[138]
- 2017 : SINoALICE : Snow White
- 2017 : Idolmaster Million Live! Theater Days : Umi Kōsaka
- 2017 : Magia Record : Aimi Eri[139]
- 2018 : Kirby Star Allies : Francisca[6]
- 2019 : Fate/Grand Order : Gray
- 2019 : Another Eden : Ilulu
- 2020 : Brigandine: The Legend of Runersia : Eliza Uzala
- 2020 : Touhou LostWord : Kutaka Niwatari, Mayumi Joutouguu[140]
- 2020 : Neptunia Virtual Star : Faira[141]
- 2020 : World's End Club : Reycho
- 2020 : Rockman X Dive : RiCO, iCO
- 2017 : Atelier Lydie &amp; Suelle: The Alchemists and the Mysterious Paintings (2017) : Lucia Borthayre
- 2019 : Arknights : Rosa
- 2019 : Konosuba: Fantastic Days : Rain
- 2019 : League of Legends : Seraphine
- 2020 : Digimon ReArise : Bakumon
- 2020 : Onmyoji : Sasori
- 2020 : Shin Megami Tensei III: Nocturne HD Remaster : Chiaki Tachibana
- 2020 : Re:Zero − Starting Life in Another World: Lost in Memories : Shion[142]
- 2020 : Genshin Impact : Ganyu[143]
- 2020 : Project Sekai: Colorful Stage feat. Hatsune Miku : Honami Mochizuki
- 2020 : Eden Door : Ariel[144]
- 2021 : Alchemy Stars : Angel
- 2021 : The Legend of Heroes: Trails through Daybrea : Nina Fenly[145]
- 2021 : No More Heroes III : Midori Midorikawa
- 2021 : Blue Reflection: Second Light : Mio Hirahara[146]
- 2021 : Paradigm Paradox : Ritsu Mamiya
- 2021 : Soul Tide : Alisa[147],[148]
- 2021 : Gate of Nightmares : Luka[149]
- 2021 : Super Robot Wars 30 : Akane Shinjo[150]
- 2021 : Demon Slayer: Kimetsu no Yaiba - The Hinokami Chronicles : Kanao Tsuyuri[151]
- 2022 : Atelier Sophie 2: The Alchemist of the Mysterious Dream : Elvira[152]
- 2022 : Counter: Side : Mika ★ Star
- 2022 : The Legend of Heroes: Trails Through Daybreak II : Nina Fenly[153]
- 2022 : Goddess of Victory: Nikke : Scarlet (紅蓮)[154]
- 2022 : Lackgirl I : Sui[155]
- 2022 : Live A Live : Lei Kugo[156]
- 2022 : Path to Nowhere : Ariel[157]
- 2022 : Harvestella : Emo[158]
- 2022 : Triangle Strategy : Cordelia Glenbrook[159]
- 2023 : Fire Emblem Engage : Veyle[160]
- 2023 : 404 Game Re:set : Darius[161]
- 2023 : Towa Tsugai : Tsuru[162]
- 2023 : Fuga: Melodies of Steel 2 : Hanmna Fondant[163]
- 2023 : Hira Hira Hihiru : Haruko Tsunemi[164]
- 2023 : Octopath Traveler II : Mindt[165]
- 2023 : Eternights : Min[166]
- 2023 : Reverse: 1999 : Bkornblume[167]
- 2023 : Dragon Quest Monsters: The Dark Prince : Rosalie[168]
- 2023 : Honkai: Star Rail : Sparkle
- 2024 : Reynatis : Tsumugi[169]
- 2025 : Like a Dragon: Pirate Yakuza in Hawaii : Moana Rich
- 2025 : Stellar Blade : Scarlet (紅蓮)[170]

### Autre doublage

#### Live-action
- Dickinson (2019) : Lavinia Norcross Dickinson
- N°1 Sentai Gozyuger (2025) : Miss Sweetcake[171]
- Odd Squad (2025) : Agent Orli[172]
- Les Quatre Fantastiques : Premiers Pas (2025) : Shalla-Bal / La Surfeuse d'Argent[173]

#### Animation
- Oni : Le conte du Dieu du tonnerre : Amaten[174]
- Eau-Paisible : Addy[175]
- La Ligue des justiciers : Nouvelle Génération : Zatanna[176]

#### Autres
- Kimi to Tsuzuru Utakata (manga), Hoshikawa Shizuku (vidéos promotionnelles)[177]

## Discographie

### Singles
| Non. | Date de sortie  | Titre      | Numéro d'identification                                    | Position charts | Remarque(s)                                                                                           |
| ---- | --------------- | ---------- | ---------------------------------------------------------- | --------------- | --- |
| 1    | 7 février 2018  | sleepland  | LACM-14724 (Édition d'artiste), LACM-14725 (Édition anime) | 24              | sleepland : Märchen Mädchen ED Dare mo Watashi wo Shiranai Sekai e : chanson image de Märchen Mädchen |
| 2    | 21 octobre 2020 | Literature | LACM-24028 (Édition d'artiste), LACM-24029 (Édition anime) | 11              | Literature : Wandering Witch: The Journey of Elaina OP                                                |

### Albums
| Non. | Date de sortie | Titre   | Numéro d'identification | Position charts |
| ---- | -------------- | ------- | ----------------------- | --------------- |
| 1    | 18 mars 2020   | Empathy | LACA-15809              | 12              |
| 2    | 18 août 2021   | Nebula  | LACA-15884              | 14              |

### Mini albums
| Non. | Date de sortie   | Titre   | Numéro d'identification | Position Charts |
| ---- | ---------------- | ------- | ----------------------- | --------------- |
| 1    | 21 décembre 2016 | RefRain | LACA-15617              | 54              |
| 2    | 10 octobre 2022  | Atrium  | LACA-15884              | 14              |

## Distinctions
| Année | Prix                                    | Catégorie           | Destinataire                            | Résultat | Ref.    |
| ----- | --------------------------------------- | ------------------- | --------------------------------------- | -------- | ------- |
| 2024  | 10e cérémonie des Anime Trending Awards | Meilleure doubleuse | Reina Ueda dans le rôle de Miyo Saimori | Lauréat  | [ 180 ] |